# デジタルメディアプレーヤー

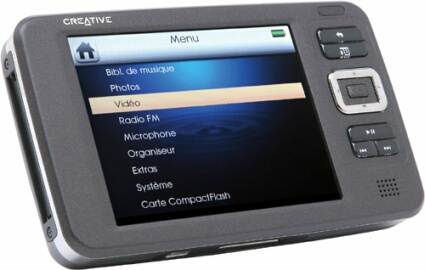
デジタルメディアプレーヤーの例
Creative ZEN Vision（2005年）

デジタルメディアプレーヤーは、古くは対応するファイルの種類から「MP3プレーヤー」とも呼ばれていたデジタルオーディオプレーヤーの機能を拡張し、音楽など記録された音声ファイルの他、動画など映像を含むコンテナフォーマットの再生に特化し、利用者には情報処理機能を意識させずに各種利便性を提供する情報機器である。なお携帯機器の範畴としてポータブルメディアプレーヤーと呼ばれたり、対応するファイル形式からMP4プレーヤーなどとも呼ばれる。
ちなみにパソコン上において各種メディアの再生を行うユーティリティソフトウェアやアプリケーションソフトウェアを指してメディアプレーヤーとも呼ぶが、本項では主に携帯機器として完結した製品について記述する。

## 概要
目的は「各種メディアファイル」（コンテナフォーマット）内に記録された音声や映像を再生する事である。携帯機器として作られているものが主流である。デジタルオーディオプレーヤーなどから多機能化や付加機能の形で発展してきた製品もみられる。

### 関連する機器
再生機能を有する機器は多岐にわたる。市場競争の激しい娯楽家電・情報家電分野では、他の機器の付加価値としてそれらの再生機能を備えることが多い。例えばポータブルDVDプレーヤーやカーナビ、あるいは携帯型ゲーム機などでも、メモリカードなどの電子媒体に記録されたメディアファイルの再生機能を備える製品は少なくない。デジタルシグナルプロセッサ（DSP）の高性能化や多機能化がそれを可能にしている一方、汎用のCPUも携帯機器向けに小型省電力化され、組み込みシステムと連携したものが、高度で多彩な機能をユーザーに複雑な操作を要求することなく実現している。
広義にはパーソナルコンピュータや、ネットブックなど安価ながらパソコンとして最低限の機能を備える携帯機器、再生機能に対応した携帯情報端末およびスマートフォンなどは、一種のメディアプレーヤーとしても利用可能である。またデジタルフォトフレームのように静止画表示を前提とした機器でも、一部の動画やMP3など音声ファイルに対応する場合があり、境界は明確ではない。前述のように様々な製品の中に動画再生機能が見出せる。
メディア再生に特化したタブレットコンピュータや、モバイル向けOSを搭載しながらデジタルメディアプレーヤー的な機能に絞ったiPod Touch、Android OS搭載機器もある。これらの、コンパクトで軽快な動作を主体としながらも汎用性のあるOSを搭載した製品では、従来のデジタルメディアプレーヤーがコンテンツとしてのコンテナファイル（映像や音声）の再生を主体とするのに対し、コンピュータゲームや各種ユーティリティソフトウェアを含む実行ファイルの稼動環境にまで枠を広げており、携帯情報端末全般との境界も曖昧になっている。

### 対応するコーデック
主要なものでは、動画ではMPEGの流れをくむ圧縮効率の良いMP4および関連する各種コーデックが利用される。音声ではMP3が長らく使われていたが、より音質の高い他の形式に移っている。
コーデックは様々な規格や仕様が存在する。パソコンやスマートフォンなどではソフトウェア上で柔軟な対応が可能となるが、組み込みシステムではこれら全てに対応させるのは容量や処理能力の点で現実的ではない。そのような「対応範囲が限りなく広い製品」は機能面の充実のため高価なハードウェアとなりがちで、またコーデックの種類によっては組み込みに際しライセンス料（ロイヤリティー）が発生する点も、コストを押し上げる。このため廉価版製品では、対応コーデックを限定し、ユーザーに「所有するメディアファイルを機器が対応する形式に変換する」ためのユーティリティソフトウェアを提供し、パソコン側で所定の形式に変換する必要がある（これらの変換ユーティリティソフトウェアは「メディアコンバーター」や「変換ソフト」などとも呼ばれる）。

## 機能・機構
これらの機器は限られた記憶領域を有効に利用するため、標準的にデータ圧縮したファイルに対応している。デコーダーを内蔵し、データを展開して音声や映像に変換する。また、音声信号を増幅してスピーカーやヘッドフォンに送るためにアンプを内蔵し、映像を表示するための表示機能を備える。2000年代のデジタルメディアプレーヤーでは、液晶ディスプレイが安価で省電力、かつ必要十分な表示機能を備えることから多用される。
記憶装置には、内蔵フラッシュメモリ、メモリカードのほか、ハードディスクドライブなどがあり、これに複数のファイルを格納して適時取り出すためにファイルシステムを持つ。プレイリストのようにユーザーの希望するファイルを優先的に呼び出すアプリケーションも内蔵し、利便性に対応する点はデジタルオーディオプレーヤーと同じだが、簡易的な製品ないし他の機器の付加機能の場合は、再生機能が簡略化される事もある。
フラッシュメモリを使う製品では機構が全て電子回路で構成され、振動に弱いハードディスクや光学ディスクなどの可動部を持たないため、加速・衝撃に強いなどの利点が存在する。ハードディスクや光学ディスクは大容量に対応した、据え置き使用を前提とする機器に、フラッシュメモリ型は振動や衝撃にさらされる事の多い携帯型の機器にといった「住み分け」がみられる。
ユーザーインターフェイスは、ボタンよるものの他、タッチパネルなどの入力機器に対応する製品も見られる。
メディアファイルの取り扱いにはパソコンとの連携が必要になるため、ユニバーサル・シリアル・バス (USB) などでパソコンに接続可能な機器が多く、またメモリカードを記憶媒体とする機器では、パソコン側でメモリカードにファイルをコピーし、プレーヤー側で再生することも可能である。

## 関連する事象

### 中国製品における「MP5」
これらの製品は、世界各国のメーカーから発売され広く利用されているが、中国製品には「MP5」という表記が付与された製品が登場している。しかし2011年現在においてMoving Picture Experts Group（MPEG）系列の映像や音声の符号化・ファイルフォーマットは、音声ファイルフォーマットとしてのMP3、動画コンテナフォーマットとしてのMPEG-1/MPEG-2に低ビットレートを目指し高圧縮するMPEG-4が存在するが、MPEG-5あるいはMP5というコンテナフォーマット規格は存在しない。
しかし中国ではデジタルメディアプレーヤーの内、RealVideoのファイルフォーマットに対応した製品の内に「MP5」と表記するプレーヤーが複数存在する。これは中国においてRealVideoが標準的な動画ファイルフォーマットとして利用されていた時代があり、これに対応することが中国市場において消費者への利便性アピールに繋がっていたことに由来する。この「規格」は国際的に認められたものではないが、この表記が見られる機器が中国市場のみならず日本国内でも中国製品の輸入販売業者やOEM提供を受け販売するファブレスメーカー経由で販売されており、しばしば廉価版の製品としての販売も見受けられる。
元々この表現は中国電子機器メーカーの愛国者（英文表記：aigo）が2008年ごろから自社製品で使い始めたもので、メディアプレーヤー一般がMP4系列のファイルフォーマットに対応するところを、更にRealVideoのような（中国内で）広く使われているフォーマットに対応することで「MP4プレーヤーより上」という差別化戦略的な意図があった模様である。ただこの表現は中国国内でも明確な定義として定着しておらず、しばしば中国国内でも愛国者製品を含め「RealVideo対応MP4プレーヤー」として表現される。後の製品ではRealVideoへの対応に関係なく「MP4プレーヤーに付加機能がある製品」の内にこの表現が見出せ、2011年現在においては、例えばYouTubeのFlash Video（FLV）に対応、ないしゲーム機のエミュレーター機能を持つ製品の内にも「MP5 PLAYER」のような表現が見られる。

## 歴史
DivXの普及に伴い、MPEG4 Part 2に対応したプレイヤーが発売されるようになった。最初に発売されたのは、2002年7月に発売されたArchosのJukebox Multimediaで同社のMP3プレイヤーをベースにMP4再生機能を加えた物であったため、ディスプレイが1.5インチと小さかった。また、MP4のプロファイルもSimple Profileのみと当時普及していたDivXがメインで採用しているAdvanced SimplebProfileには対応していない。翌年以降には3.5インチのディスプレイを搭載した本格的なポータブルメディアプレイヤーが発売される。2003年に、ArchosのAV300、RCAのRyla A/V Jukebox、2004年にSony HMP-A1が発売された。しかし、MP4のプロファイルはSimple Profileのみ対応となっている。2004年から2005年にはiriverやCOWON、Creative、digitalCube、SORELLなども参入。Advanced Simple Profileに対応したプレイヤーが発売された。中でもdigitalCubeのSMP-10000(日本版はSMP-1200)据え置きのプレイヤーに採用されているデコーダーチップが搭載されていた。
2003年のCeBITでMicrosoftがWindows Mobile based Portable Media Centersというプラットフォームを発表。CreativeのZen Portable Media Center、Dream`eo,のEnza、SamsungのYH-999、iRiverのPMC100に採用されたがWMVのみの対応で、MP4には対応しておらず、普及するには至らなかった。
2006年のCESでWindows Mobile Software for Portable Media Centers Version 2を発表前バージョンはWMVのみであったが、今回のバージョンでDivX、MPEG2等のファイルにも対応した。
東芝のgigabeat S、V、T、Philips PMC7230、LG PM70、TATUNG V620に採用された。
また、Microsoftはこれらの後継プラットフォームを採用したZuneを2006年11月に発売し、PMPに参入した。
2004年にはメモリースティックビデオファイルフォーマットでH.264が対応し、CLIEやPlayStation PortableなどPDAやゲーム機がPMPの代替品となっていった。
2007年にはiPod Touchが発売し、再び盛り上がりを見せたが、スマートフォンの台頭により、PMP業界自体は低迷している。